# Anselme II (évêque d'Aoste)
Pour les articles homonymes, voir Anselme et Anselme d'Aoste.
Anselme II d'Aoste est évêque d'Aoste (vers 1075-1090), d'origine inconnue.

## Biographie
Anselme II siège comme évêque d'Aoste vers 1075 à 1090. Il est chancelier de la chancellerie d'Aoste. Il n'est connu que par un seul document daté d'environ 1075 où il apparaît : « Ego Gosfredus  vic Anselmi épiscopi sive cancellari ». Un obiit du martyrologe de la cathédrale d'Aoste, du 15 juillet d'une année indéterminée, relève également la mort de son père « Obiit Bovo pater Anselmi episcopi Augusten ». On sait qu'un Bovo avait occupé la charge de chancelier de 1032 à 1060.